# 項 (言語学)
項（こう、argument）は、言語学における統語論の用語。語彙範疇（名詞・形容詞・動詞など、単なる文法機能以外に独自の意味をもつ語またはそれと同等の機能）によって選択されている要素。論理学における同名の用語に由来する。論理学で「述語」が一定個数の「項」を要求するように、個々の語彙範疇によって異なる数の項が要求され、必要な数の、それぞれ適切な特徴を備えた項があって語彙範疇は充足される。
動詞に関しては、主語・目的語・補語などと呼ばれるもの（明示されるとは限らず、動詞の変化や文脈で表されることもある）に相当する。
項に対して、語彙範疇によって選択されていない要素で文に生起している要素を付加詞 (adjunct) という。これは伝統的に修飾語と呼ばれているものにほぼ相当する。
また、文の階層構造の中で「潜在的に項が生起する位置である」という位置を項位置（または、A位置）といい、項ではないがさまざま特徴を項と共有し、述部との一致を引き起こす虚辞が現れる場合がある。

## 項の特徴
1. 選択された項がないと不適格となる。
例えば、動作主と対象の2つの項を選択する動詞「磨く」の場合、適切な2つの項を持つ「太郎が床を磨いた」は適格であるが、表現されていない項がある「太郎が磨いた」は（その表現されていない項の指示対象が文脈・談話中に既に存在していない限り[1]）不適格である。
2. wh移動（英語などで疑問詞が文頭に出る現象）において、島（従属節など）から摘出しても付加詞ほどの逸脱性を示さない。
3. 主辞内在関係節は項位置にのみ生起可能である。

## 外項と内項
語彙要素Xの項は、統語的にその語彙要素の最大投射XP（もしくはX′投射）の外側に生起する外項と内側に生起する内項とに分けられる。語彙要素Xの外項は、叙述関係 (predication relation) の観点からは、その語彙要素Xの投射で表される述語によって叙述される要素に相当する。統率・束縛理論では、外項と内項はそれぞれ深層構造での主語と目的語と見なされることが多い。
例えば、「太郎が時計を壊す」の場合、動詞「壊す」は項として「太郎」と「時計」を取っており、「太郎」は動詞の最大投射 (VP) の外側にあるので外項、「時計」は内側にあるので内項である。そして、外項「太郎」は、「壊す」の最大投射である述語「時計を壊す」によって叙述されている。
| (1) | [S | 太郎が | [VP | 時計を | 壊す ] ] |
|     |    | 外項   |     | 内項   |          |
外項と内項の区別は、自動詞の分析や文の表面的な主語・目的語と項の意味役割の階層が一致しない現象の分析などに有用である。例えば自動詞は、その主語が一般的な他動詞の主語に似た振る舞いを示すものと、一般的な他動詞の目的語に似た振る舞いを示すものに分けられるが、前者の主語は外項で後者の主語は内項であると考えれば、振る舞いの違いを説明できる。
なお、外項は語彙要素の本当の項ではなく、v、Voice、Prなどと呼ばれる機能範疇によって導入される、と1990年代からは考えられるようになっている。